# Brückl
Brückl (fino al 1915 Sankt Johann am Brückl) è un comune austriaco di 2 773 abitanti nel distretto di Sankt Veit an der Glan, in Carinzia; ha lo status di comune mercato (Marktgemeinde).